# The Rising Tied
The Rising Tied – jedyny album studyjny zespołu Fort Minor. Album został wydany 22 listopada 2005 roku.

## Lista utworów
1. "Introduction" – 0:43
2. "Remember the Name" (feat. Styles of Beyond) – 3:50
3. "Right Now" (feat. Black Thought and Styles of Beyond) – 4:14
4. "Petrified" – 3:40
5. "Feel Like Home" (feat. Styles of Beyond) – 3:53
6. "Where'd You Go" (feat. Holly Brook and Jonah Matranga) – 3:51
7. "In Stereo" (feat. Lupe Fiasco) – 3:29
8. "Back Home" (feat. Common and Styles of Beyond) – 3:44
9. "Cigarettes" – 3:40
10. "Believe Me" (feat. Bobo and Styles of Beyond) – 3:42
11. "Get Me Gone" – 1:56
12. "High Road" (feat. John Legend) – 3:16
13. "Kenji" – 3:51
14. "Red To Black" (feat. Kenna Joe, Jonah Matranga and Styles of Beyond) – 3:11
15. "The Battle" (feat. DJ Cheapshot and Celph Titled) – 0:32
16. "Slip Out the Back" (feat. DJ Joe Hahn) – 3:56

### Bonusowe utwory z wersji limitowanej płyty
1. "Be Somebody" (feat. Lupe Fiasco, Takbir Bashir and Holly Brook) (Wassulu Muhammad Jaco, Shinoda) – 3:15
2. "There They Go" (feat. Sixx John) – 3:17
3. "The Hard Way" (feat. Kenna Joe) – 3:54

## DVD
Do wersji bonus dołączono 3 dodatkowe utwory (17, 18, 19)
Oprócz dodatkowych utworów album zawiera także:
- Materiał o tworzeniu albumu (w studio, spotkanie z Jayem-Z, tworzenie artworków, materiał z trasy koncertowej)
- Materiał o tworzeniu teledysku "Petrified"
- Teledysk "Petrified"
- Zdjęcia z kręcenia "Petrified" i "Believe Me"

## Odbiór
Utwór "Remember the Name" został dołączony do soundtracku gry NBA Live 06, która została wydana 29 września 2005 roku. "There They Go" został dołączony do soundtracku gry Marc Ecko's Getting Up: Contents Under Pressure, która to gra opowiada o świecie grafficiarzy w alternatywnej rzeczywistości.